# Karabin Barrett M95
Barret M95 – amerykański powtarzalny wielkokalibrowy karabin wyborowy zbudowany w układzie bullpup.